# Cat Orgy
Cat Orgy is de zevende aflevering van het 3e seizoen van South Park, en de 38e aflevering van de serie in het algemeen. Het is de eerste aflevering van een uit drie delen bestaande verhaalboog, vaak bekend als The Meteor Shower Trilogy, die vertelt dat drie verschillende verhalen allemaal op dezelfde avond plaatsvinden. De andere twee afleveringen zijn Two Guys Naked in a Hot Tub en Jewbilee. Daarom komt er iedere keer maar een hoofdpersonage in voor, in deze aflevering is dat Cartman.

## Plot
In de nacht van een meteorenregen gaat Liane, Cartman's moeder, naar het feest van Mr. Mackey en laat Cartman achter bij de 12-jarige zus van Stan, Shelley, die een ongelooflijk agressieve en gewelddadige pestkop is. Terwijl ze aan het babysitten is, nodigt ze haar 22-jarige vriendje Skyler uit, die op zijn beurt de rest van zijn rockband uitnodigt om te repeteren (ondanks dat Liane haar specifiek had verteld om niemand uit te nodigen). Cartman is in zijn kamer, speelt Wild Wild West en verkleed als Will Smith's versie van Jim West uit Wild Wild West, maar raakt overstuur omdat Shelley op hem past en de jongens aan het oefenen zijn (vooral wanneer de eerste hem wedgies geeft). Ondertussen is meneer Kitty erg opgewonden, tot grote ergernis van Cartman. Later verlaten de bandleden van Skyler vol afschuw na het uitvoeren van een lied gemaakt door Shelley. In een poging om haar terug te krijgen, maakt Cartman een foto van Shelley en Skyler op het punt te kussen en probeert het via Kitty naar zijn moeder te sturen, maar Shelley vindt het plaatje echter met de kat en pakt het.
Mr. Kitty besluit om op zoek te gaan naar een kater om te paren. Na een mislukte poging met een dikke kater, besluit ze een grote groep andere katers te verleiden en nodigt ze uit naar het huis van Cartman en maakt een doos kattenkruid open. Eric probeert zijn moeder te vertellen dat Shelley de regel van Liane om niemand uit te nodigen doorbreekt, maar ze gelooft niet dat Shelley zoiets zou doen. Thuis tijdens de meteorenregen wordt Skyler boos op Shelly omdat ze niet wil blussen omdat ze twaalf is. Cartman heeft alles afgeplakt en staat op het punt om Shelley in de problemen te brengen, maar krijgt in plaats daarvan medelijden met haar wanneer Skyler, boos dat Shelley hem niet zal 'uitlaten', het uitmaakt en haar hysterisch laat huilen.
Cartman en Shelley besluiten samen te werken om wraak te nemen en sluipen het bos in bij Skyler. Cartman weet Skyler uit zijn huis te lokken met een taping van zijn Salma Hayek-imitatie terwijl Shelley binnensluipt en zijn gewaardeerde gitaar vernietigt. Ze keren terug naar huis om Kitty en vele andere katten te vinden die zich bezighouden met een enorme katachtige orgie. Skyler komt woedend opdagen, maar Cartman gooit een doos met kattenkruid naar Skyler, die de stroom van katten aantrekt, die hem aanvallen en verkrachten. Mrs Cartman komt thuis. Shelley en Cartman geven schuld van de rotzooi aan elkaar, maar Liane, dronken, valt uit zonder de puinhoop op te merken. Shelley, verbaasd dat ze ongedeerd uit de situatie zijn gekomen, viert feest door met Eric te dansen terwijl hij zijn versie van het lied Wild, Wild West zingt.